# 突利可汗
突利可汗（拉丁轉寫：Töles qaγan；603年—631年），阿史那氏，名什钵苾，是始毕可汗之子，東突厥小可汗。
其父在位时任泥步设，领东牙兵，建牙幽州之北，统辖奚、霫等数十部。624年，东突厥大可汗颉利可汗和突利可汗顷其全部人马，入侵唐朝，李渊于闰七月二十一日派遣李世民出豳州道抵御突厥。八月十二，双方在五陇阪（今陕西彬县）交锋，称五陇阪之战。李世民用反间计，联合突利可汗离间颉利可汗，与突利可汗结为香火兄弟，使突利引兵还军，致使颉利势单不支，突厥退兵。626年八月，东突厥伺玄武门之变、唐朝政局不稳入侵，攻至距首都长安仅40里的泾阳（今陕西咸阳泾阳县）。此时，唐太宗李世民被迫与之结盟，突厥兵于是退去，是为渭水之盟。此后，东突厥内部出现分裂。627年，受命征奚、霫等部，继北征薛延陀、回纥，兵败受拘，叔侄构难。628年四月，遭颉利攻击。突利可汗暗中与唐联络，并与颉利可汗决裂。629年，遣使归唐。630年，唐灭东突厥，唐朝将东突厥领地划入自己的版图，在其上设置了顺州、裕州、化州、长州、定襄、云中等都督府。五月，以突利為順州都督。授右卫大将军，封北平郡王。631年，突利可汗入朝，十月至并州病卒，享年二十九，太宗为之举哀，诏中书侍郎岑文本为其碑文。子贺逻鹘嗣位。
突利可汗娶隋末逃亡突厥的淮南公主为妻，在淮南公主的劝导下投靠唐朝。

## 延伸阅读
[在维基数据编辑]
 《舊唐書·卷194上》，出自刘昫《舊唐書》